# Allium artemisietorum
Allium artemisietorum — вид рослин з родини амарилісових (Amaryllidaceae); поширений у східному Середземномор'ї.

## Опис
Цибулина від яйцюватої до довгастої, 10–20 × 10–15 мм. Листків 2–4, голі, круглі в перерізі, порожнисті, 8–25 см × 0.25–1(3) мм, верхівка гострувата. Стеблин 1–3, прямовисні, круглі в перерізі, порожнисті, голі, 10–35 см завдовжки, 1–3 мм у діаметрі. Суцвіття від мало- до багатоквіткового, від парасолеподібного до еліпсоїдного до сферичного, 1–4 см у діаметрі; без цибулинок; квітконіжки нерівні, 2–20 мм завдовжки. Квітки глекоподібні. Листочки оцвітини яйцюваті, пурпурувато-синюваті чи білуваті з темно-пурпуруватим чи пурпурувато-коричневим чи зеленуватим кілем серединною жилкою, верхівки (суб)гострі; зовнішні 4–7 × 2–2.8 мм; внутрішні від трохи довших до трохи коротших, 4–7 × 1.6–2.5 мм. Пиляки жовті. Плоди (суб)кулясті, ≈ 4 мм у діаметрі. Насіння ≈ 2 × 1–1.4 мм, чорне із золотим блиском.
Період цвітіння: березень — червень.

## Поширення
Поширений у Лівії, Єгипті, Туреччині, Сирії, Ізраїлі, Йорданії, Саудівській Аравії.
Трапляється часто в досить посушливих місцях, у напівпустелях, на сухих схилах гір і на полях; зафіксований на соляних луках і рівнинах, на твердих ґрунтах і на узбіччях доріг. Здається, перевагу мають піщані ґрунти. Висота: 0–1000 м.